# Schwarz-Blau Horst-Emscher
Der BC Schwarz-Blau Horst-Emscher 1957 e. V. (kurz SB Horst) ist ein Billardverein aus Gelsenkirchen. Er entstand 2003 durch die Fusion der Billardvereine BC Fidele Freunde und BC Schwarz-Blau Horst-Emscher.

## Geschichte

### BC Fidele Freunde
Der BC Fidele Freunde wurde am 31. Juli 1958 in Gladbeck-Brauck gegründet. 1961 wechselte er das Spiellokal und spielte fortan in der nahegelegenen Gaststätte Rattay. 1977 richtete er die Damenwestfalenmeisterschaft aus. Nach Angaben des Vereins war dies der erste überregionale Damenwettbewerb im Billard. 1982 zog der BC Fidele in die Gaststätte Homey nach Gelsenkirchen-Horst. Ab 1998 hatte er eine Poolbillard-Abteilung, die aus ehemaligen Mitgliedern des aufgelösten PBC Schaffrath gebildet wurde.

### BC Schwarz-Blau Horst-Emscher
Der BC Schwarz-Blau Horst-Emscher wurde 1957 gegründet. Im Oktober 2003 fusionierte er mit dem BC Fidele Freunde zum BC Schwarz-Blau Horst-Emscher 1957. Da die vom BC Fidele als Spiellokal genutzte Gaststätte im April 2003 schloss, hatte der neu gegründete Verein zunächst kein Vereinslokal. In der Saison 2003/04 nutzte die Karambolage-Abteilung des BC Schwarz-Blau Horst-Emscher das Vereinsheim des BC Grüner Tisch Buer, die Poolbillard-Abteilung spielte bei der BG Bottrop. Anfang 2004 wurde eine ehemalige Backstube in Gelsenkirchen-Hassel zum Vereinsheim umgebaut. 2009 wurde eine Snooker-Abteilung gegründet. Da im Vereinsheim keine Snookertische zur Verfügung stehen, nutzt sie das Vereinsheim des BC Grüner Tisch Buer.

#### Snooker
| Platzierungen seit 2009 (Snooker) | Platzierungen seit 2009 (Snooker) | Platzierungen seit 2009 (Snooker) |
| Saison                            | Liga (Spielklasse)                | Platz                             |
| --------------------------------- | --------------------------------- | --------------------------------- |
| 2009/10                           | BVW-Oberliga (3)                  | 5                                 |
| 2010/11                           | BVW-Oberliga (3)                  | 5                                 |
| 2011/12                           | BVW-Oberliga (3)                  | 1                                 |
| 2012/13                           | NRW-Oberliga (3)                  | 1                                 |
| 2013/14                           | NRW-Oberliga (3)                  | 1                                 |
| 2014/15                           | 2. Bundesliga Süd (2)             | 1                                 |
| 2015/16                           | 1. Bundesliga (1)                 | 6                                 |
| 2016/17                           | 1. Bundesliga (1)                 |                                   |

Im Snooker wurde der BC Schwarz-Blau Horst-Emscher 2010 und 2011 in der Oberliga Fünfter. In den darauffolgenden drei Spielzeiten erreichte er jeweils den ersten Platz und verlor insgesamt nur drei Ligaspiele. Nachdem man 2012 und 2013 in der Aufstiegsrunde gescheitert war, konnte man sich 2014 durchsetzen und stieg in die 2. Bundesliga auf. In der Saison 2014/15 schaffte man als Erstplatzierter drei Punkte vor dem 1. Münchner SC den Durchmarsch in die 1. Bundesliga. In der folgenden Spielzeit belegte Schwarz-Blau Horst-Emscher in der Bundesliga den sechsten Platz. Anschließend sicherte sich der Verein in der Relegation durch Siege gegen den BV Villingen-Schwenningen und den Kölner Snooker Club den Klassenerhalt.

#### Poolbillard
| Platzierungen seit 2009 (Pool) | Platzierungen seit 2009 (Pool) | Platzierungen seit 2009 (Pool) |
| Saison                         | Liga (Spielklasse)             | Platz                          |
| ------------------------------ | ------------------------------ | ------------------------------ |
| 2009/10                        | BVRRE-Verbandsliga A (5)       | 7                              |
| 2010/11                        | BVRRE-Verbandsliga A (5)       | 4                              |
| 2011/12                        | BVRRE-Verbandsliga A (5)       | 7                              |
| 2012/13                        | BVRRE-Verbandsliga A (5)       | 3                              |
| 2013/14                        | BVRRE-Verbandsliga A (5)       | 3                              |
| 2014/15                        | BVRRE-Verbandsliga A (5)       | 2                              |
| 2015/16                        | BVW-Oberliga (4)               | 5                              |
| 2016/17                        | BVW-Oberliga (4)               |                                |

Die Poolbillardmannschaft des BC Schwarz-Blau Horst-Emscher wurde 2011 Vierter in der Verbandsliga. Nachdem sie 2013 und 2014 den dritten Platz belegt hatte, schaffte sie in der Saison 2014/15 als Zweitplatzierter hinter dem TV Borghorst den Aufstieg in die Oberliga. In der folgenden Spielzeit wurde sie dort Fünfter.

#### Karambolage
| Platzierungen seit 2010 (Dreiband) | Platzierungen seit 2010 (Dreiband) | Platzierungen seit 2010 (Dreiband) |
| Saison                             | Liga                               | Platz                              |
| ---------------------------------- | ---------------------------------- | ---------------------------------- |
| 2010/11                            | BKGW-Bezirksliga B                 | 2                                  |
| 2011/12                            | BKGW-Bezirksliga B                 | 6                                  |
| 2012/13                            | BKGW-Bezirksliga B                 | 7                                  |
| 2013/14                            | BKGW-Bezirksliga B                 | 5                                  |
| 2014/15                            | BKGW-Bezirksliga B                 | 3                                  |
| 2015/16                            | BVW-Bezirksliga A                  | 1                                  |
| 2016/17                            | BVW-Landesliga A                   |                                    |

Im Karambolage nimmt Schwarz-Blau Horst-Emscher an mehreren Wettbewerben auf dem kleinen Billard teil. In der Disziplin Dreiband stieg der Verein 2016 in die Landesliga auf. Im Zweikampf spielt er in der Saison 2016/17 ebenfalls in der Landesliga.

## Aktuelle und ehemalige Spieler
(Auswahl)
| Kevin Becker    |
| Marcel Beinhoff |
| Mario Brosch    |
| Gerd Burghardt  |
| Joshua Filler   |
| Kai Lungwitz    |

| Markus Nigbur    |
| Jean-Luca Nüßgen |
| Christian Prager |
| Bernd Robionek   |
| Wolfgang Scheder |
| Frank Spletzer   |

## Erfolge
Snooker
Aufstieg 1. Snooker Bundesliga 2017 / 2018 (Nüßgen, Sciborski, Stateczny, Vanoppen, Prager, Scheder)
Meister 2. Snooker Bundesliga Nord 2017 / 2018 (Nüßgen, Sciborski, Stateczny, Vanoppen, Prager, Scheder)
Goldene Stadtsportmünze für besondere Erfolge von der Stadt Gelsenkirchen 2015 (Nüßgen, Prager, Nigbur, Scheder, Spletzer, Robionek)
Aufstieg 1. Snooker Bundesliga 2014 / 2015 (Nüßgen, Prager, Nigbur, Scheder, Spletzer, Robionek)
Meister 2. Snooker Bundesliga Süd 2014 / 2015 (Nüßgen, Prager, Nigbur, Scheder, Spletzer, Robionek)
Aufstieg in die 2. Snooker Bundesliga 2013 / 2014 (Prager, Scheder, Nüßgen, Nigbur, Spletzer)
Deutscher Vize-Meister Herren 2018 – Daniel Sciborski
Deutscher Meister 6reds 2018 – Jean-Luca Nüßgen
Deutsche Meisterin 2017 – Diana Stateczny
Karambolage
2023/24 Deutscher Meister Cadre 35/2, Turnierbillard, Roland Gries, BC Schwarz-Blau Horst-Emscher 1957 e.V.
2024/25 Deutscher Mannschaftsmeister Vierkampf, Turnierbillard, BC Schwarz-Blau Horst-Emscher 1957 e.V. (Hans-Jürgen Wolff, Andreas Schmidt, Sascha Lindenau, Dr. Jens Boertz)